# 帰って来たヨッパライ
- 帰って来たヨッパライ
- 帰ってきたヨッパライ

『帰って来たヨッパライ』（かえってきたヨッパライ）は、ザ・フォーク・クルセダーズのメジャー・デビューシングルであり、同グループの代表曲である。
一般には「帰ってきたヨッパライ」と曲名が表記されることが多いが、初版レコードでは「帰って来たヨッパライ」となっている。キャピトルレコードによる英文曲名表記は "I ONLY LIVE TWICE" 。英題を命名したのは高嶋弘之ディレクターである。この英題は映画 『007/You Only Live Twice』のもじりである。

## 解説
1967年12月25日に東芝音楽工業（のちの東芝EMI→EMIミュージック・ジャパン→ユニバーサル ミュージックLLC）の洋楽レーベル・キャピトルレコードからシングル盤が発売された（7インチシングル盤規格品番：CP-1014、B面は「ソーラン節」を収録）。
ラジオ関西で放送されると、早回しのテープと奇想天外な歌詞で反響を呼んだ。「アングラ・フォーク」のブームを生み出した曲である。日本のコミックソングの代表的な作品。
オリコンチャート史上初のミリオン・シングル（1968年2月15日付にて達成）で、1978年10月までのオリコン調べで売り上げ131万枚。フォークソングのシングルとしてこの時点で歴代2位（1位、小坂明子「あなた」）。
飲酒運転で交通事故を起こして死亡した東北弁を話す主人公が、長い雲の階段を通って天国へ登るが、その天国でも酒と美女に浮かれてばかりだったため、関西弁を話す「怖い神様」からの「お仕置き」で天国を追い出されて生き返る顛末を、テープの高速回転による甲高い声と伴奏で語る歌である。
途中で2度挿入される「神様」の説教は通常速度で録音され、早回しの伴奏にオーバーダビングしてある。「神様」の説教は、上記の通り北山修によるスローな関西弁で、バックに流れる「天国と地獄」とギャップがある。
メロディ自体はシンプルなリフを繰り返すもので、民謡「草津節」の有名な歌い出し「草津良いとこ一度はおいで」をもじった歌詞も詠み込まれる。曲の間奏はビートルズの「グッド・デイ・サンシャイン」の間奏がパロディ風に演奏され、北山が扮する僧侶が般若心経を読経し、続いてビートルズの「A Hard Day's Night」の冒頭の歌詞が読まれる。そしてベートーヴェンのバガテル「エリーゼのために」（北山の妹による演奏）が奏されフェイドアウトしていく。
加藤和彦によると、この曲はアメリカのカントリー・ソング「夢に見たヒルビリー天国」（英語: I Dreamed of a Hill-Billy Heaven）を下敷きにしたものだという。
もともとは、「フォーク・クルセイダーズ」名義だったインディーズ（自主制作）LPの『ハレンチ』に収められていた曲である。当時のフォークルのメンバーは北山修、加藤和彦、平沼義男、芦田雅喜の4人であったが、芦田がヨーロッパ旅行に出かけることになり、解散記念として自主制作LPを録音した。彼らが好きだった名作のカバーの中に、1曲のオリジナル作品を含めることが決まり、本作はその時に生み出された。
1967年11月5日に、この曲がラジオ関西の深夜番組『若さでアタック』で放送されて近畿地方で密かなブームとなり、それを聞き付けて原盤権を獲得したパシフィック音楽出版（PMP、現フジパシフィックミュージック）の専務だった高崎一郎が自らパーソナリティを務める『オールナイトニッポン』（ニッポン放送）で流したところ、これがきっかけとなり、たちまち日本全国に反響が広がった。PMPで実際に獲得交渉にあたった朝妻一郎と朝妻にこの曲を紹介した音楽評論家・木崎義二の対談によると、高崎がPMP社長でニッポン放送常務だった石田達郎にこの曲を聴かせたところ、石田は「この曲はオールナイトニッポンだけでかけろ」と指示。相乗効果で『オールナイトニッポン』も人気番組となった。
それで当時のすべてのメジャー・レーベルがフォーク・クルセダーズとレコード発売の交渉を行ううちフィリップスと東芝の2社に絞られ、東芝がフォークル側の「キャピトル」レーベルの使用と「年内発売」の条件を受け入れ、彼らが吹き込んだ当初のモノラル録音のテープで発売する権利を得た。このことがきっかけで、レコード会社の「原盤制作権」がクローズアップされることにもなった。シングル盤の売上は累計283万枚に達した。
作詞者の松山猛のもとに最初に入ってきた本作の印税収入は50万円、次も50万円で、トータルでも数百万円程度だったという。
早回しテープを使った曲であるため、コンサートでそのまま再現演奏することができないと思われがちであるが、ロックアレンジで演奏されることもあった。このときは端田がメインボーカルを取っている（レコーディング時のボーカルと12弦ギターは、加藤和彦）。2002年のフォーク・クルセダーズ新結成では、フォークルの演奏（アコースティック）にゲストの泉谷しげるが普通の声で歌っている。
なお、加藤が生前最後のニッポン放送でのインタビューにおいて、「早回し録音を北山修宅の居間で行った。北山宅に語学学習用のオープンリールレコーダーがあり、それを用いて早回しボーカルの録音を行ったが、早回し録音であるが故に、音程が合わず一日がかりで録音した」との苦労を語っている。
シングル盤のジャケットには、パロディであったのにもかかわらず、内容が内容だけに、「お寝み前にはお聞きならないようお願いします。」と注意書きが記されていた。
アメリカにおいてもキャピトルレコードから“Tokyo Folk Crusaders”名義でシングル「I Only Live Twice」（B面は「Soran Bushi」。7インチシングル盤規格品番：2144（販売盤）/ P 2144（非売品プロモ盤））が発売されている。 
1991年にカップリングを「悲しくてやりきれない」に差し替えた8cmCDシングル盤が東芝EMIよりリリース。ジャケットのイラストは、漫画家でタレントである蛭子能収が担当した。現在は廃盤となっている。

## 補足
- 作曲家の團伊玖磨は、いち早くこの曲を評価した。そのこともあり、フォーク・クルセダーズは團伊玖磨の童謡「山羊さんゆうびん」を『紀元弐千年』（フォーク・クルセダーズのアルバム）でも、2002年新結成時のライブでも歌っている。
- 音楽評論家の篠原章は、自らの著書[14]において、「帰って来たヨッパライ」が大ヒットした1968年以降を「日本のロック時代」と定義している。
- 園山俊二原作のテレビアニメ『はじめ人間ギャートルズ』でも、主人公の少年・ゴンの父が一度死んでしまう回（第7回Bパート「ジゴクラクーンの巻」）で、父が天国に上っていくシーンでこの曲が流れている。
- 1968年のテレビ時代劇『素浪人 月影兵庫』第2シリーズの第71話のサブタイトルは「おらは死んじまった筈だった」であり、劇中で谷村昌彦が本曲の歌い出しに節をつけて歌っているシーンがある。
- 1968年に放送がスタートしたテレビアニメ『巨人の星』第7話「虚栄のボール」で小学生時代の星飛雄馬が銭湯から帰る道中でこの曲を歌っていると車に轢かれそうになり、歌詞を引用して激怒するシーンがある。ちなみに飛雄馬が小学生の時代は長嶋茂雄の巨人入団が決定（第1話）、王貞治が高校2年（第3話）の1957年であり、本曲が発売される前の話である。
- 1988年3月に関西テレビ『真夜中テレビ』枠で放送された『完全走破!日本縦断2002キロ高速道路の旅』の副音声側でもこの曲が流れている。
- 発売からほぼ1年後、ヨッパライ・シリーズ第2弾と称し、西部劇を題材にした『さすらいのヨッパライ』というシングルが発売されるが、加藤らフォーク・クルセダーズのメンバーたちは2度同じことをすることに拒否反応を示したといい、その後シリーズ化はされなかった。
- 竜の子プロダクション製作のアニメ『ハクション大魔王』の企画当初のタイトルは、本曲の歌詞に由来する『天国よいとこ』であった[15]。
- 1990年代には、替え歌がリクルートの『エイビーロード』のCMソングに使われていた。
- 2010年に発売されたPSP用ゲームソフト『メタルギアソリッド ピースウォーカー』の劇中歌として使用されており、一部のボスキャラクターは倒されるとこの曲の一節を繰り返し唄うことがある。
- 漫画『鬼灯の冷徹』の単行本第3巻では、八塩折の酒に酔った叫喚地獄の亡者たちがこの曲を歌っている。また、2014年に放送されたアニメ版でも歌われた。
- 2012年に日本音楽著作権協会に登録されている作詞者の表記が『フォーク・パロディ・ギャング』から『松山猛・北山修』に変更された。
- 2015年からフジテレビ系列で放送されている『やっちまったtv』のテーマ曲に、この曲の替え歌を使用している。

## 収録曲

### 7インチシングル盤
1. 帰って来たヨッパライ (I Only Live Twice)
  - 作詞:フォーク・パロディ・ギャング（松山猛・北山修）、作曲:加藤和彦、編曲:ザ・フォーク・クルセダーズ
2. ソーラン節 (Soran Bushi)
  - 北海道民謡、編曲:加藤和彦

### 8cmCD
1. 帰って来たヨッパライ
  - 作詞:フォーク・パロディ・ギャング（松山猛・北山修）、作曲:加藤和彦、編曲:ザ・フォーク・クルセダーズ
2. 悲しくてやりきれない
  - 作詞：サトウハチロー、作曲：加藤和彦、編曲:ありたあきら

## 収録アルバム
- ザ・フォーク・クルセダーズ名義のアルバム
  - HARENCHI
  - 紀元貳阡年
  - フォークル大百科事典
  - CDベストナウ ザ・フォーク・クルセダーズ
  - BIG ARTIST BEST COLLECTION/フォーク・クルセイダーズ
  - シングル・コレクション
  - TWIN BEST/フォーク・クルセダーズ・アンド・ゼン
  - メモリアル・フォーク・クルセダーズ
  - ゴールデン☆ベスト フォーク・クルセダース
  - NEW BEST 1500
  - スーパーベスト ザ・フォーク・クルセダーズ
  - おとなツイン・ベスト ザ・フォーク・クルセダーズ＆MORE
  - 当世今様民謡大温習会(はれんちりさいたる)（1968年7月のライヴ音源）
  - フォークルさよならコンサート（1968年10月のライヴ音源）
  - ザ・フォーク・クルセダーズ 新結成記念 解散音楽會（2002年11月のライヴ音源）

- 加藤和彦のアルバム
  - Catch-22（1977年）

- オムニバスアルバム
  - 青春のバイブル'60（1987年5月1日）
  - フォーク&ロック大百科事典 Vol.1（1987年5月25日）
  - NOW!!Oldies（1989年1月25日）
  - オール・カレッジ・フォーク & ポップス 上巻（1989年10月25日）
  - あの一曲から始まった 音故知新 或る日突然～花嫁（1990年5月23日）
  - なつかしのバンド天国（1990年7月18日）
  - カレッジ・ポップス ベスト・コレクションVOL.1（1992年10月22日）
  - 青春のバイブル’60（1994年1月26日）
  - 世紀末・ア・ゴーゴー!!（1995年8月30日）
  - フォーク・ソング・アンソロジー ～オールナイトニッポン篇～（1998年6月17日）
  - 新・青春のバイブル'60 完全盤（1999年3月17日）
  - 20世紀ベスト フォーク & ニューミュージック・ヒストリー 東芝EMI編 1（1999年11月3日）
  - フォーク・コンピレーション・ベスト30（2001年8月22日）
  - the Big History-昭和・平成のポップス歌年鑑-（2001年12月12日）
  - スーパーエキスプレス 1号（2002年8月21日）
  - 歌うヘッドライト（2002年10月23日）
  - 青春歌年鑑'67 BEST30（2002年11月27日）
  - オールナイトニッポン「RADIO DAYS」Bitter Hits（2003年2月19日）
  - 想い出のフォーク&ポップス大全集（2003年7月9日）
  - 笑タイム（2003年9月29日）
  - 青春歌年鑑 総集編 60年代（2004年11月3日）
  - ベスト・フォーク100 ～青春のFolk&Pops～（2005年9月22日）
  - BEST NOW 21 フォーク（2005年12月14日）
  - フォーク歌年鑑'67 フォーク & ニューミュージック大全集2(2006年9月20日）
  - 関西ふぉーく&ぶるうす特撰（2007年3月21日）
  - 青春のフォーク・リクエスト ～ソニー・ミュージックダイレクト編（2007年5月9日）
  - オールナイトニッポン エバーグリーン 1(2008年1月23日）
  - 平凡ソング Vol.1 昭和40年代1号（2008年7月2日）
  - フォーク・ベスト・リクエスト（2009年8月5日）
  - あの素晴しい曲をもう一度（2010年1月20日）
  - フォーク・ソング ベスト（2010年4月7日）
  - フォーク熱中時代40（2010年4月14日）

## 映画
「絞死刑」の田村孟、佐々木守、足立正生、大島渚など創造社の同人五人が共同でシナリオを執筆し、大島渚が監督したアングラ・レコードのヒットソングの映画化。
同時上映作品は『進め!ジャガーズ 敵前上陸』。

### あらすじ
大学生活最後のバカンスに日本海へ遊びに行った悪友３人組（加藤和彦・北山修・端田宣彦）は、海で泳いでいる間に衣服を何者かに盗まれてしまった。そこで銭湯に行くが、湯気の中から現れたネエちゃん（緑魔子）に服を盗めと言われ、他人の服を着用した。しかし、銭湯を出た途端、見知らぬ青年（佐藤慶）にピストルで脅される…。

### 発売履歴
| 発売日         | レーベル | 規格 | 規格品番 |                                  |
| -------------- | -------- | ---- | -------- | -------------------------------- |
|                | 松竹     | VHS  |          |                                  |
| 1995年         | 松竹     | VHS  | SB-0480  | 想いでの'60&'70年代POPS          |
| 2006年5月27日  | 松竹     | DVD  | DA-0920  | 大島渚監督作品 第三集の1枚として |
| 2012年12月21日 | 松竹     | DVD  | DA-5929  |                                  |
| 2012年12月21日 | 松竹     | DVD  | DA-5920  | 大島渚監督作品 第三集の1枚として |

## その他映像作品
- 『20世紀少年』では漫画版、実写版の両方でともだち暦3年のケンヂがバイクを駆けながら歌っている。
- 他には、1995年公開映画の『勝手に死なせて!』の作中において、この曲がメインテーマ曲として使われている。

## カバー
- 1968年、榎本健一のカバーでLP『エノケン人生 芸能生活45周年記念』に収録。1994年『エノケンの大全集〈完結篇〉』でCD化されている。
- 1976年、メイジャー・チューニング・バンドがシングル「ソウルこれっきりですよ!!」[注釈 5]のB面曲として「また・帰って来たヨッパライ」というタイトルでカバー。
- 1979年、本作のディスコアレンジ版「ディスコ・帰って来たヨッパライ」（歌：INVADER）が発売された。
- 1992年 巻上公一のアルバム『殺しのブルース』に大友良英の編曲によるカバーバージョンが「帰ってきたヨッパライ　-ニューヨーク・ヴァージョン-」名義で収録。
- 2007年、コウメ太夫によるカバーヴァージョンがシングルでリリースされている[18]。
- 2010年、SMAPの草彅剛がソロ曲としてカバーし[19]、アルバム『We are SMAP!』に収録された。神様の声として笑福亭鶴瓶が参加している。
- 2018年、嘉門タツオのカバーにより、アルバム『HEY!浄土〜生きてるうちが花なんだぜ〜』に収録。神様とお経の声で作者の北山修が参加している。
- 2020年、Lil’ Goldwellがカバーし、アルバム『リルの歌謡ポップス』に収録。
- 2023年、長谷川白紙がカバー。WOWOW連続ドラマ『オレは死んじゃったゼ！』の主題歌[20]で、同名のサウンドトラックにも収録。